# Wertungszahl (Schach)
Wertungszahlen im Schach sollen die Spielstärke von Schachspielern bewerten.

## Bewertung von Schachspielern
Um die Spielstärke von Schachspielern – im Wesentlichen von Vereinsspielern – vergleichbar zu machen, ordnet man den Spielern Wertungszahlen zu. Diese Wertungszahlen werden entweder nach jedem Wettkampf oder Wertungsturnier neu ermittelt oder sie werden in regelmäßigen Perioden – etwa quartalsweise – neu berechnet und publiziert.
Auf internationaler Ebene wird die Elo-Zahl verwendet. Diese dient auch als Grundlage für die Verleihung von internationalen Titeln wie Großmeister. Elo-Zahlen des Weltschachverbands werden allerdings erst seit 1970 berechnet und veröffentlicht. Für Schachturniere vor dieser Zeit wurden aber auch verschiedentlich rückwirkend Ratingzahlen errechnet.
Auf nationaler Ebene gibt es aus historischen wie finanziellen Gründen viele länderspezifische Systeme. In Westdeutschland gab es seit 1948 die Ingo-Wertung und in der DDR die NWZ (Nationale Wertungszahl). Beide Systeme wurden 1993 nach der Wiedervereinigung von der DWZ (Deutsche Wertungszahl) abgelöst. Der Schweizerische Schachbund berechnet für seine Mitglieder eine Führungszahl, die alle zwei Monate in der sogenannten Führungsliste veröffentlicht wird. In England gibt es als Wertungszahl das sogenannte ECF Grading der English Chess Federation. In den USA ist unter Amateuren das USCF-Rating verbreitet, das ähnlich dem Glicko-System berechnet wird.
Mehr zu den einzelnen Wertungszahlen:
- Ingo-Zahl (1948 bis 1992 in Westdeutschland)
- Harkness-System (1950 bis 1960 in den USA durch die USCF)
- Elo-Zahl (seit 1960 durch die USCF und seit 1970 international durch die FIDE)
- NWZ (Nationale Wertungszahl) (1972 bis 1992 in der DDR)
- DWZ (Deutsche Wertungszahl) (seit 1993 in Deutschland)
- Glicko-System und Glicko-2-System (wird aktuell auf Schachportalen verwendet, zum Beispiel Lichess)
- Universal Rating System (erstmals 2017 von der FIDE für die Grand Chess Tour angewendet)

Als historische Elo-Zahl bezeichnet man eine Elo-Zahl, die für Schachmeister errechnet wurde, die vor der Einführung der modernen Wertungszahlen aktiv waren. Sie soll dabei helfen, die Spielstärke von früheren und aktiven Schachmeistern zu vergleichen. Eine solche wurde von Jeff Sonas zu Schachturnieren der Jahre 1840 bis 2004 errechnet.

## Mathematische Hintergründe
Die Systeme unterscheiden sich in der Komplexität der für ihre Berechnung benötigten Verfahren. Da für die Berechnung von Erwartungswerten Integrale gelöst werden mussten, basieren ältere Systeme auf deren Näherungen mit Hilfen von linearen Funktionen (vgl. Ingo-System, Harkness-System). Erst die Nutzung von EDV-Systemen machte es möglich auch nichtlineare Näherungen, wie logistische Funktionen, zu verwenden (vgl. Elo-Zahl, NWZ, DWZ). So wurde die 1972 eingeführte NWZ in den DRR bereits auf einem Großrechner errechnet. Moderne Systeme, wie das Glicko-System, sind ohne Computer nicht mehr zu errechnen. Das liegt auch an der Vielzahl von zusätzlichen Parametern. Wurden in den ersten Systemen für jeden Spieler nur eine Wertungszahl geführt, die seine aktuelle Spielstärke anzeigte und eventuell noch sein Alter bei der Berechnung berücksichtigt, sind es im Glicko-System auch die zeitlichen Abstände zwischen den Spielen und weitere Stellschrauben, die zum Beispiel anzeigen, wie verlässlich eine Wertungszahl ist.

## Beispiel einer Berechnung
Ein vereinfachendes Beispiel soll das Prinzip einer Wertungszahl verdeutlichen. Es wird angenommen, dass eine größere Wertungszahl auch eine höhere Spielstärke bedeutet.
Angenommen, Spieler A habe eine höhere Wertungszahl als Spieler B. Spieler A ist also stärker als Spieler B. Nun spielen A und B gegeneinander und die Partie soll ausgewertet werden. Es kann drei verschiedene Spielergebnisse geben.
- A gewinnt die Partie: Dieses Ergebnis wurde erwartet. Die Wertungszahl von A erhöht sich um einen kleinen Betrag, die Wertungszahl von B reduziert sich um einen kleinen Betrag.
- B gewinnt die Partie: Dieses Ergebnis ist eine große Überraschung. B wird für die nicht erwartete Leistung mit einem großen Zuwachs seiner Wertungszahl belohnt. Die Wertungszahl von A reduziert sich erheblich.
- Die Partie endet remis: Auch dies ist eine (kleine) Überraschung. Die Wertungszahl von B erhöht sich etwas, allerdings nicht so stark wie bei einem Gewinn der Partie. Die Wertungszahl von A wird etwas reduziert.

Um welchen Betrag sich eine Wertungszahl ändert, hängt größtenteils von der Wertungszahl-Differenz der Spieler A und B ab. Weitere Faktoren können aber noch hinzukommen und hängen stark vom verwendeten System ab.

## Beziehung zwischen den Wertungszahlen
Eine FIDE-Elo-Zahl ist meistens größer als eine DWZ, dieser Unterschied hängt aber auch stark von der DWZ des Spielers ab.
Ab 2300 ist er eher marginal, darunter wird er immer größer, im Bereich einer DWZ von 1900 bis 2000 hat er vor der Absenkung der Elo meist ca. 100 Punkte betragen, wird aber durch die stetige Absenkung der Elo kleiner, da jetzt auch schlechtere Turnierergebnisse mit einbezogen werden, früher hingegen nur die guten. Trotzdem existieren gerade auch darunter große Unterschiede bei einzelnen Spielern mit DWZ und Elo, die bedingt durch die Absenkung der Grenzen entstanden sind.
Eine konkrete Formel zur Umrechnung von Elo in DWZ und umgekehrt kann nicht angegeben werden. Beide Zahlen werden prinzipiell nach denselben Prinzipien berechnet. Die Unterschiede kommen zustande, weil DWZ und Elo-Zahlen auf unterschiedlichen Datenbasen beruhen. So gehen in die Elo-Zahl tendenziell nur höherwertige Turniere (international) bzw. Partien gegen stärkere Gegner ein.
Auch werden in der Regel erst nach dem Erreichen eines gewissen Leistungsniveaus Elo-gewertete Turniere gespielt. In der DWZ gehen hingegen auch Leistungen aus Jugend und Kindheit ein.

## Turnierwertungszahl (TWZ)
Als Turnierwertungszahl (TWZ) bezeichnet man die innerhalb eines konkreten Turniers – z. B. zur Erstellung der Startrangliste (für das Schweizer System) – verwendete Wertungszahl. Dies ist als eigenständige Kategorie insbesondere dann notwendig, wenn nicht alle Teilnehmer über Wertungszahlen aus dem gleichen System verfügen. In Deutschland ist es üblich, bei Vorliegen beider Zahlen die höhere Wertungszahl zu verwenden. Auch nationale Wertungszahlen anderer Länder oder anderer Verbände (z. B. Fachvereinigung Schach im Betriebssportverband Berlin-Brandenburg) können hier berücksichtigt werden.